# Despistaos
Despistaos  (исп. Despistaos) — испанская группа, образованная в 2002 году в Гвадалахаре. Начинали в стили городского рока (исп. Rock urbano), уличных песен, появившихся в последние годы правления Франко. Впоследствии перешли на другие жанры.

## История
В 2002 году вокалист Даниэль Марко Варела вместе и Исмой, образовали группу, которая сначала играла вместе с алькаррийскими коллективами Tifón o Zero и More.
В 2003 году Даниэль записал свой первый альбом.
Во время работой над вторым альбомом, к группе присоединяется Хосе Креспо. Следствием стал альбом  ¿Y a ti qué te importa? (14 июня 2004 года), с более умеренным стилем городского рока.
Во время записи их третьего альбома Lejos Эль Канарио покинул группу. Вместо него присоединился Иньиго Ирибарне как барабанщик.  Третий альбом вышел в 2006 году.
Четвертый альбом Vivir al revés вышел в сентябре 2007 года. Продюсером выступил Хесус Гомес.  Он включал  два сингла: Every Two Minutes (Каждые две минуты) и Los zapatos de un payaso ( Обувь одного клоуна).
Выпуск его нового компакт-диска What we have live, сборника, который включает новые версии его самых известных песен и несколько новых, а также такие совместные работы вместе с Kutxi Romero (José Carlos Romero Lorente) и Руло (Rulo) из группы La Fuga (песня Cada dos minutos). Вместе с Дани Мартином в Hasta que pase la tormenta («Пока не пройдет буря»), Икер де Дайкерс в Nada de que hablar («Не о чем говорить») и другие.
12 декабря 2008 года группа получила El Premio 40 Principales al mejor artista revelación nacional, как открытие года.

## Дискография
| Год  | Название                                        | Примечания                                          |
| ---- | ----------------------------------------------- | --------------------------------------------------- |
| 2003 | Despistaos                                      |                                                     |
| 2004 | ¿Y a ti qué te importa?                         |                                                     |
| 2006 | Lejos                                           |                                                     |
| 2007 | Vivir al revés                                  |                                                     |
| 2008 | Lo que hemos vivido (Recopilatorio)             | Песня в сериале Физика или химия (Física o químiса) |
| 2010 | Cuando empieza lo mejor                         |                                                     |
| 2012 | Los días contados                               |                                                     |
| 2013 | Las cosas en su sitio                           |                                                     |
| 2018 | Lo contrario de ninguno Lo contrario de ninguno | Возвращение группы                                  |